# Найт Джуэл
Рамо́на Гонса́лес (Ramona Gonzalez) — американская певица, автор песен, выступающая под псевдонимом Найт Джу́эл (Nite Jewel).

## Биография
Рамона Гонсалес родилась в 1984 году в Окленде и выросла в Беркли, училась в Нью-Йорке. В настоящее время проживает в Лос-Анджелесе.
Гонсалес взяла псевдоним Найт Джуэл в период, когда она совмещала занятия философией в Occidental College и увлечение музыкой. При содействии мужа, Коула М. Грейф-Нилла, она записывала песни на портативном восьмидорожечном магнитофоне. Рамона завела страницу на Myspace, и вскоре её песня «Suburbia» вошла в саундтрек к фильму «Гринберг». В 2009 году был выпущен дебютный студийный альбом Найт Джуэл Good Evening.
Следующие два года Гонсалес сосредоточилась на выпуске небольших релизов и сотрудничала с другими исполнителями, в том числе с Джулией Холтер и Dâm-Funk. Её второй студийный альбом One Second of Love вышел в марте 2012 года.

## Дискография
- Good Evening (2009)
- One Second of Love (2012)